# Черниенко, Наталья Николаевна
Наталья Николаевна Черниенко (укр. Наталія Миколаївна Чернієнко; род. 1 октября 1965, Украинская ССР) — советская легкоатлетка, специалистка по метанию копья. Выступала за сборную СССР по лёгкой атлетике в 1983—1992 годах, чемпионка Европы среди юниорок, призёрка первенств всесоюзного значения, участница чемпионата мира в Токио и чемпионата Европы в Сплите. Представляла Харьков.

## Биография
Наталья Черниенко родилась 1 октября 1965 года. Занималась лёгкой атлетикой в Харькове.
Впервые заявила о себе на международном уровне в сезоне 1983 года, когда вошла в состав советской сборной и выступила на юниорском европейском первенстве в Швехате — превзошла здесь всех соперниц в метании копья и завоевала золотую медаль.
Будучи студенткой, в 1989 году представляла Советский Союз на Универсиаде в Дуйсбурге, где с результатом 52,60 стала девятой.
В мае 1990 года на соревнованиях в Сочи установила свой личный рекорд в метании копья — 67,88 метра (пятый лучший результат мирового сезона). Принимала участие в чемпионате Европы в Сплите, но в финал не вышла.
В 1991 году на чемпионате страны в рамках X летней Спартакиады народов СССР в Киеве с результатом 64,64 получила серебро, уступив только Наталье Шиколенко из Минска. На чемпионате мира в Токио в финале метнула копьё на 65,22 метра и заняла итоговое четвёртое место.
Завершила спортивную карьеру по окончании сезона 1992 года.